# روزا كينتانا
روزا كينتانا (مواليد 1959) موظفة حكومية وسياسية إسبانية شغلت منصب وزير البحر في حكومة غاليسيا منذ عام 2015، وشغلت المناصب السابقة المماثلة منذ عام 2009.

## الحياة المهنية
ولدت روزا كوينتانا كاربالو عام 1959. تخرجت من جامعة سانتياغو دي كومبوستيلا بدرجة في العلوم البيولوجية ثم حصلت على درجة الدكتوراه في علم الأحياء.
في عام 1987 انضمت إلى وزارة المصايد والمحار وتربية الأحياء المائية في غاليسيا، وبعد ذلك بعامين تمت ترقيتها إلى منصب رئيس فحص الصيد. في عام 1992 تم تعيينها رئيسًا لخدمة المحار ومن عام 1997 كانت مندوبة إقليمية في فيغو للوزارة. في عام 2001 تم تعيينها مديرة عامة للوزارة للابتكار وتنمية صيد الأسماك.
في عام 2009 أصبحت وزيرة للبحر في حكومة غاليسيا وهو المنصب الذي أعيد تنظيمه في عام 2012 كوزيرة للشؤون الريفية والبحرية. في عام 2015 أعيد تنظيمها مرة أخرى وتم تعيينها وزيرة للبحر.